# Fundulus waccamensis
Fundulus waccamensis C. L. Hubbs & Raney, 1946 è un pesce d'acqua dolce appartenente alla famiglia Fundulidae.

## Distribuzione e habitat
Questa specie è diffusa nel lago Waccamaw, in Carolina del Nord (USA) ed introdotto artificialmente anche nel vicino Phelps Lake come esca da pesca. Nuotano molto vicino alla superficie e si riuniscono per cercare cibo vicino alla battigia sabbiosa, in zone ricche di vegetazione.

## Descrizione
F. waccamensis presenta un corpo allungato e scattante, con pinne arrotondate e coda a delta. La livrea del maschio vede un colore bronzeo scuro su tutto il corpo, ventre più chiaro, la testa screziata di verde smeraldo con riflessi metallici. Lungo i fianchi numerose linee verticali smeraldo metallizzato scendono verso il ventre. Le pinne pettorali sono gialle orlate di ocra, ventrali e anale trasparenti orlate di giallo, pinna dorsale e caudale grigio fumo con riflessi azzurrini. La femmina ha colori più smorti.

Raggiunge una lunghezza massima di 10 cm.

## Biologia
Non è un killifish stagionale.

## Riproduzione
La femmina depone le uova, trasparenti, subito fecondate dal maschio, nel fondo limaccioso. Non vi sono cure parentali.

## Acquariofilia
È una specie allevabile in acquario, non molto diffusa in commercio, allevata soprattutto da appassionati.